# هانسیورگ ویس
هانسیورگ وارگ (انگلیسی: Hansjörg Wyss؛ زادهٔ ۱۹ سپتامبر ۱۹۳۵) کارآفرین، نیکوکار و سرمایه‌دار میلیاردر سوئیسی و کمک‌کننده به اهداف سیاسی لیبرال و محیط زیست در ایالات متحده است. او بنیانگذار و رئیس سابق و رئیس شرکت Synthes USA، تولیدکننده تجهیزات پزشکی است. بنیاد Wyss او بیش از ۲ میلیارد دلار دارایی دارد. بر اساس گزارش فوربس، تا سال ۲۰۲۱، دارایی خالص این بنیاد ۵٫۸ میلیارد دلار آمریکا بود. این میلیاردر سوئیسی همچنین سهامدار بخشی از باشگاه فوتبال چلسی انگلیس میباشد 